# Upsilon2 Centauri
Upsilon2 Centauri (υ2 Cen, υ2 Centauri) é uma estrela na constelação de Centaurus. Possui uma magnitude aparente visual de 4,33, sendo visível a olho nu em locais sem muita poluição luminosa. Com base em medições de paralaxe, está a uma distância de aproximadamente 665 anos-luz (204 parsecs) da Terra, com uma grande incerteza de 61 anos-luz (19 pc). É uma das estrelas observadas pela sonda Hipparcos com a menor variação de magnitude, com amplitude não maior que 0,01.
Upsilon2 Centauri é uma estrela gigante ou gigante luminosa de classe F, com um tipo espectral de F7II/III e temperatura efetiva de 6 495 K. Tem uma massa equivalente a 6,9 vezes a massa solar e luminosidade 3 919 vezes superior à solar. Com base em um diâmetro angular de 1,1 milissegundos de arco, seu raio pode ser calculado em 36 raios solares. Possui uma alta velocidade peculiar de 39,2 km/s em relação às estrelas próximas, tornando-a uma provável estrela fugitiva. Sua idade foi estimada em 45,9 milhões de anos.
É uma binária espectroscópica, possuindo uma estrela companheira em uma órbita com período de 207,4 dias e excentricidade de 0,55. Seu movimento próprio apresenta variações significativas, o que levaram a estrela a ser identificada também como uma binária astrométrica.